# 多刺外剑水蚤
多刺外剑水蚤（学名：Ectocyclops polyspinosus）为剑水蚤科外剑水蚤属的动物，是台湾的特有物种。分布于台湾等地，多栖息于小水域中。